# Diederich Friedrich Carl von Schlechtendal
Diederich Friedrich Carl von Schlechtendal (auch Diedrich Friedrich Karl von Schlechtendal, * 24. September 1767 in Xanten; † 22. Februar 1842 in Paderborn) war ein deutscher Botaniker und Jurist, der als Polizeipräsident in Berlin und später als Chefpräsident des Oberlandesgerichts Paderborn wirkte. Sein offizielles botanisches Autorenkürzel lautet „D.F.K.Schltdl.“.

## Herkunft
Seine Eltern waren der 1786 in den preußische Adel erhobene Landrichter Franz Friedrich von Schlechtendal (* 11. Oktober 1735; † 1791) und dessen Ehefrau Anna Catharina Schimmelkehtel (* 1749; † 13. März 1778). Sein Bruder Johann Georg Julius (1770–1833) wurde Regierungspräsident in Münster.

## Leben
Diederich Friedrich Carl von Schlechtendal studierte an der Universität Duisburg Jura und wirkte anschließend zur weiteren Ausbildung und als Landrichter an den Landgerichten in Kleve und Xanten.
Schlechtendal verlor nach der Besetzung des linken Rheinufers durch französische Truppen seine Anstellung und zog mit seiner Familie 1798 nach Berlin, wo er zunächst zweiter Stadtgerichtsdirektor und später Stadtgerichtsdirektor und 1811 als Nachfolger von Karl Justus Gruner Polizeipräsident wurde. Schlechtendal, der sich bereits seit seiner frühesten Jugend für Botanik interessierte und ein umfangreiches Herbarium aufgebaut hatte, tauschte sich in Berlin fachlich regelmäßig mit dem Botaniker Carl Ludwig Willdenow aus, dessen Sammlungen er nach dessen Tod bekannt machte. 1805 wurde er ordentliches Mitglied der Gesellschaft Naturforschender Freunde zu Berlin.
Im Jahr 1816 siedelte er nach Paderborn über, wo er von 1816 bis 1841 als Chefpräsident des Oberlandesgerichts wirkte.
Am 28. November 1820 wurde er mit dem Beinamen Sherardus unter der Matrikel-Nr. 1198 als Mitglied in die Leopoldina aufgenommen.
Nach 20-jähriger Tätigkeit in der Paderborner Armenkommission wurde er am 4. Januar 1838 zum Ehrenbürger von Paderborn ernannt.
Von seiner Korrespondenz sind Briefe an den Naturforscher und Dichter Adelbert von Chamisso, den Botaniker Gustav Kunze und den Theologen Johann Joachim Bellermann in den jeweiligen Nachlässen erhalten.

## Familie
Schlechtendal heiratete am 10. November 1793 Katharina Margarete Bartels (1766–1797). Das Paar hatte einen Sohn:
- Diederich Franz Leonhard von Schlechtendal (1794–1866), Botaniker ⚭ Ida Amalie Henriette Klug (* 1804)

Wenige Wochen nach dem frühen Tod seiner ersten Frau heiratete er am 15. Oktober 1797 deren Schwester Sophie Charlotte Bartels (1774–1807). Das Paar hatte eine Tochter:
- Friedrike Charlotte (* 15. Oktober 1799; † 2. Juli 1875) ⚭ 1828 Freiherr Maximilian Friedrich Franz Joseph von Kleinsorgen (* 18. Dezember 1802; † 22. März 1890)[4]

## Schriften (Auswahl)
- Ueber die Stellarien und Arenarien Arten, welche in der Willdenowschen Sammlung aufbewahrt werden. In: Der Gesellschaft Naturforschender Freunde zu Berlin Magazin für die neuesten Entdeckungen in der Gesammten Naturkunde. Band 7, Berlin 1816, S. 190–213.
- Uebersicht der in Willdenows Pflanzensammlung aufbewahrten Potentillen. In: Der Gesellschaft Naturforschender Freunde zu Berlin Magazin für die neuesten Entdeckungen in der Gesammten Naturkunde. Band 7, Berlin 1816, S. 283–297.